# Соловецький реквієм
«Солове́цький ре́квієм» — збірка історичних нарисів і статей українського письменника Сергія Шевченка.
Автор книжки — фаховий журналіст, у минулому керував підрозділом історико-правових досліджень наукової установи Служби безпеки України. У жовтні 2014 року Національна спілка журналістів України подала кандидатуру Сергія Шевченка на здобуття Національної премії України імені Тараса Шевченка 2015 року за збірку публіцистики «Соловецький реквієм». Згодом автор видав у Києві збірку історичної публіцистики «Імперія терору» (2021), яку назвав другою частиною «соловецького двокнижжя» (в анотації «Імперії терору» зазначено: «збірка творів, написаних на основі розсекречених архівних документів, логічно продовжує книжку автора «Соловецький реквієм»).

## Зміст
В основі літературно-художнього видання, випущеного в Києві за програмою «Українська книга» 2013 року, розсекречені архівні документи спецслужб України і Російської Федерації, матеріали з музейних фондів та приватних зібрань. Популярно написані архівні розвідки, ілюстровані світлинами місць, де функціонували установи ГУЛАГу, актуалізують та істотно доповнюють творчий доробок письменника в цій темі.
Книжка складається з трьох частин. Перша — «Соловецький олтар незалежності України» — розповідає про жорстоке нищення в СРСР у 1920—1930-х роках інтелектуальної еліти нації. Її «розстріляне відродження» уособлюють політв'язні Соловків Микола Зеров, Лесь Курбас, Валер'ян Підмогильний, Степан Рудницький, Матвій Яворський та інші. Тут вміщено низку нових творів про українських «соловчан», серед них Всеволод Ганцов, Микола Куліш, Микола Нарушевич, Геннадій Садовський, Петро Солодуб… Автор широко використовує цитати зі справ оперативної розробки в'язнів: розсекречені агентурні повідомлення, меморандуми, записки, інші документи ОГПУ—НКВД доносять з минулого немов живі голоси жертв і адептів більшовицького режиму. Статтю про чекіста-ката Михайла Матвєєва «Герострат з Ленінграда» доповнено списком осіб, причетних до «зникнення» соловецьких тюремних етапів.
Друга — «Зберегти історичну пам'ять» — це пізнавальні твори про Соловки в контексті табірного минулого, про експедиції, які працювали в Біломор'ї за завданням редколегії науково-документального видання «Остання адреса…». Розповідається про подвижницьку діяльність пошуковця з Карелії Юрія Дмитрієва, що виявив таємні місця страт і поховань у районі Біломорканалу. Детально висвітлено також теми спорудження в урочищі Сандармох гранітного Козацького хреста й участі українців у традиційних акціях поминання жертв репресій.
Третя — «За обрієм архіпелагу» — це вибрані твори про людей, що не були в'язнями Соловків часів Великого терору, але всі вони — невід'ємна частина знищеної або підданої іншим карам у 1920—1930-х роках інтелектуальної еліти нації. Герой однієї зі статей — «Переяславське відкриття» — Володимир Чубук-Подільський зберіг для історії оригінали креслень відомого архітектора й художника Василя Кричевського — він автор проєкту тризуба, символу Української Народної Республіки (нині це Малий Державний Герб України). Уперше публікуються й невідомі раніше (пов'язані з будинком Чубука-Подільського) креслення майстра, що став згодом архітектором музею Тараса Шевченка в Каневі й також не уникнув гонінь з політичних мотивів.
Книжка має іменний покажчик і список скорочень. Призначена для всіх, хто цікавиться історією, її маловідомими сторінками.

## Рецензії та відгуки
- У новітню історію нашої країни увійшов Євромайдан — потужний сплеск народного гніву, який вивів людей на барикади. А за кілька місяців до цих подій побачила світ нова книжка відомого публіциста, члена правління Київської організації НСЖУ, заслуженого журналіста України Сергія Шевченка «Соловецький реквієм». У її епіграфі — промовисті рядки з роману Ліни Костенко: «…найбільше я люблю „Реквієм“, а в ньому „Dies irae“ — „День гніву“. Могутня музика, крізь яку проривається клекіт барикад.
 І я раптом подумав: якщо українці ще здатні на День гніву, то Україна буде. А якщо не здатні, то вже ні».
Справжній митець завжди гостро відчуває час і знаходить для нього потрібне слово. «Соловецький реквієм» — це данина пам'яті співвітчизникам, які у 1920—1930-х роках чинили опір антинародному тоталітарному режимові. І водночас — це заклик до пильності, бо ж і нині «з політичних хащ визирають вовки в овечих шкурах, зло часто вбирається в тогу добра»…
<…> В основі літературно-художнього ілюстрованого видання «Соловецький реквієм» — розсекречені архівні документи радянських спецслужб. Популярно написані твори, підкріплені оригінальними світлинами з місць, де існували установи ГУЛАГу, актуалізують і доповнюють солідний доробок автора в цій темі (відомі його книжки «Українські Соловки», «Архіпелаг особливого призначення», «Розвіяні міфи. Історичні нариси і статті»).
За часів СРСР на соловецький олтар незалежності України було покладено життя сотень її кращих синів і доньок. Національне «розстріляне відродження» уособлюють світочі розуму й аристократи духу — Микола Зеров, Микола Куліш, Лесь Курбас, Валер'ян Підмогильний, Геннадій Садовський, Матвій Яворський… Пишучи про них, автор цитує матеріали оперативної розробки в'язнів і доносить з минулого немов живі голоси людей. Під пером публіциста патріоти постають сміливими, сильними особистостями, що мали гідність і мужність опиратися деспотії, засуджували політичний терор і навіть у неволі, за ґратами ставали в обороні людських прав та громадянських свобод.
<…> Поза сумнівом, така глибока, значуща творчість, у якій поєднано якості неупередженого дослідника, майстра слова та популяризатора наукових надбань, заслуговує не лише на повагу та увагу читачів, а й на гідне поцінування, яким цілком може бути престижна відзнака в галузі літератури, публіцистики, журналістики. Особисто мій голос — за Шевченківську премію! (Віктор Шпак, кандидат історичних наук)[3].

- Збірка «Соловецький реквієм» обіцяє стати не лише вагомим здобутком у творчій біографії письменника, а й актуальним, соціально значущим внеском у формування та збереження національної пам'яті. (Роман Подкур, кандидат історичних наук)[4].

- Кілька років тому кремлівська влада заборонила українському дослідникові, автору книжок про Соловки й Сандармох С. Шевченку в'їжджати на територію РФ. Та цей недружній крок лише додав публіцистові натхнення в підготовці нової правдивої книжки про злочини радянської імперії. (Кримська світлиця)[5].

- Роботи С. Шевченка з історії Соловецького табору особливого призначення… написано не лише за спогадами очевидців тих подій, а й із використанням розсекречених документів та архівних матеріалів спецслужб двох країн. Цей підхід дав змогу авторові виробити власний особливий стиль оповіді, що відрізняється від інших публікацій про Соловецький концтабір і систему ГУЛагу. Це наочно проявилося в статтях і нарисах, опублікованих у періодичних виданнях (зокрема і в DT.UA) та в його збірці 2013 року «Соловецький реквієм».
<…> У статтях С. Шевченка літературна мова й художні прийоми публіцистики поєдналися з аналітичним оглядом сухих цифр архівних документів. Виник свій, особливий, авторський стиль — спокійний, аргументований і водночас пронизливо емоційний.
<…> Суворий документалізм, вимогливість у доборі фактів, гранична точність викладу, відсутність «украшательства и очернительства» роблять роботи С. Шевченка унікальними (Юрій Сєров)[6].

- Книжка публіцистики «Соловецький реквієм», по-перше, підсумовувала тривалий етап дослідження історичних фактів у долі українського народу, його кращих синів та дочок, і, по-друге — вмістила найновіші творчі знахідки автора. Серед них «Переяславське відкриття» — публікацію, що безпосередньо стосується мого роду. (Олена Мех)[7].

- Пізнавальними є оповіді про розкриття таємниць червоної імперії, поїздки-прощі, пошукові експедиції на Соловки, Біломорканал, у Сандармох. Вдало доповнює ґрунтовну статтю про виконавців смертних вироків і складений дослідниками список осіб, причетних до катувань соловецьких тюремних етапів. Поза сумнівом, видання, призначене для широкої читацької аудиторії, приверне увагу і професійних істориків, дослідників маловідомих сторінок радянського минулого. (Сайт mediafond.com.ua)[8].

- Майже весь тираж «…реквієму», випущеного за програмою «Українська книга» 2013 року, надійшов до бібліотек. Цієї збірки поки що, на жаль, не знайти в книгарнях, проте висока оцінка твору — це виразний сигнал вітчизняним книговидавцям. Великому кораблеві велика й дорога. А ближче до книжкової теми — більшому хистові більший простір!
Цей справді вершинний твір у царині дослідження соловецької трагедії відзначено в травні 2014-го Мистецькою премією «Київ» у галузі журналістики, а цикл газетних нарисів «Соловецький вівтар української незалежності», що ліг в основу книжки, здобув суспільне визнання як найкраща публіцистична робота в галузі журналістики 2014 року й відзначений Премією імені В'ячеслава Чорновола. Цілком закономірним стало й недавнє рішення Національної спілки журналістів України подати кандидатуру автора «Соловецького реквієму» на здобуття Шевченківської премії 2015 року за напрямом публіцистика і журналістика. (Независимый курьер)[9].

## Анотації
«ПОНАД ПІВВІКУ — з 1937-го по 1988 рік — залізна зірка „прикрашала“ культову споруду на біломорському архіпелазі замість православного хреста. Тепер той п'ятикутний раритет — експонат музею на Соловках.

Так і в суспільстві, в людській свідомості, в генетичній пам'яті кількох поколінь згасають давні страхи, що намертво в'їлися в образ Святих островів у ХХ столітті. Відходять у вічність люди, яких від самого слова Соловки прошивало морозом. Їхнім онукам уже здається, що кремлівський мур і його башти вже не так тяжко смердять століттям темряви і сваволі.

Час загоює рани. Час поглинає все.

Але недарма в'язень-українець Юрій Машкевич казав співтабірникам навесні 1937-го, що згодом „на Соловки будуть значно більше приїздити, ніж навіть до Італії. Приїздитимуть… щоб подивитися на ті місця, де голі люди замерзали, а голодні вмирали…“

І хоч би якими золотосяйними поставали нині на островах віковічні духовні святині, хоч би як ретельно їх реставрували — аж до цілковитого знищення слідів, що залишив у Білому морі червоний СЛОН (рос. — Соловецкий лагерь особого назначения), — люди й далі їздитимуть сюди не лише помолитися, а й подивитися на ті місця…

„Символ государственного беспредела“ під Полярним колом був справді разюче схожий на „Радянський Союз у мініатюрі“ (там був свій кремль з диктатором — начальником табору, влада, що трималася на багнетах, та голе, босе й голодне безправне населення). За „особливим призначенням“, як відомо, стояли сваволя, система знущань над людьми, рабська примусова праця. А сам великий і „незламний“ Союз з його „всесвітньо історичною місією“ був комуністичним архіпелагом планетарного виміру. І якщо світова історія, за висловом класика, лежить під кожним надгробком, то історія СССР — ще й у численних розстрільних ямах…

Кремль (котрий у Москві) десятиліттями ховав чорні справи більшовицького режиму в архівні сезами служб „особливого призначення“. Політичний терор, масові репресії — суть тих справ. Мета ж моєї справи (творчої, просвітницької), як і мета цієї книжки — розповісти правду. Про той страхітливий час. Про людей, які в ньому жили і в ньому вмирали. Часто — не власною смертю. Часто — затавровані як злочинці, „вороги народу“.

Переважній кількості скривджених, закатованих згодом офіційно повернули добре ім'я (а комусь ще й досі не повернули, чого не скажеш, на жаль, про сонмище реабілітованих катів). Вважаю, що і мовою права, і мовою науки, і засобами публіцистики важливо доносити до суспільства, до нових поколінь достовірну інформацію про те, що коїлося в гулагівській alma-mater, про те, що вчинено за озером Онего і в Ленінградській області, в уже відомих і в досі ще не виявлених місцях масових страт людей.

Уникнути небезпеки повторень фатальних похибок — найголовніша мета поширення правди про минуле.

<…>

Подумалося: дарма що книжка в інформаційному полі — лише зернина, своє зерно треба сіяти. Час і нам віддавати „борг імперії“, щоб у суспільстві знання не обмежувались ідеологічними міфами. Щоб люди усвідомили: без Соловків історія України — не справжня її історія».

## Нагороди
Мистецька премія «Київ» ім. Анатолія Москаленка (2014).